# Klasse van bisschopsmutsen en landkaartmossen
De klasse van bisschopsmutsen en landkaartmossen (Racomitrio-Rhizocarpetea) is een klasse van syntaxa die door mossen- en/of korstmossen gedomineerde, dikwijls ombrotrafente, epilitische pioniervegetatie omvat op oligotroof, goed belicht, droog gesteente met een lage pH.

## Naamgeving en codering
| Racomitrio heterostichi-Rhizocarpetea geographici Neumayr 1971 |

- Syntaxoncode voor Nederland (rVvN): r50

De wetenschappelijke naam Racomitrio-Rhizocarpetea is afgeleid van de botanische namen van twee diagnostische soorten van de klasse. Dit zijn hunebedbisschopsmuts (Racomitrium heterostichum) en gewoon landkaartmos (Rhizocarpon geographicum).

## Ecologie

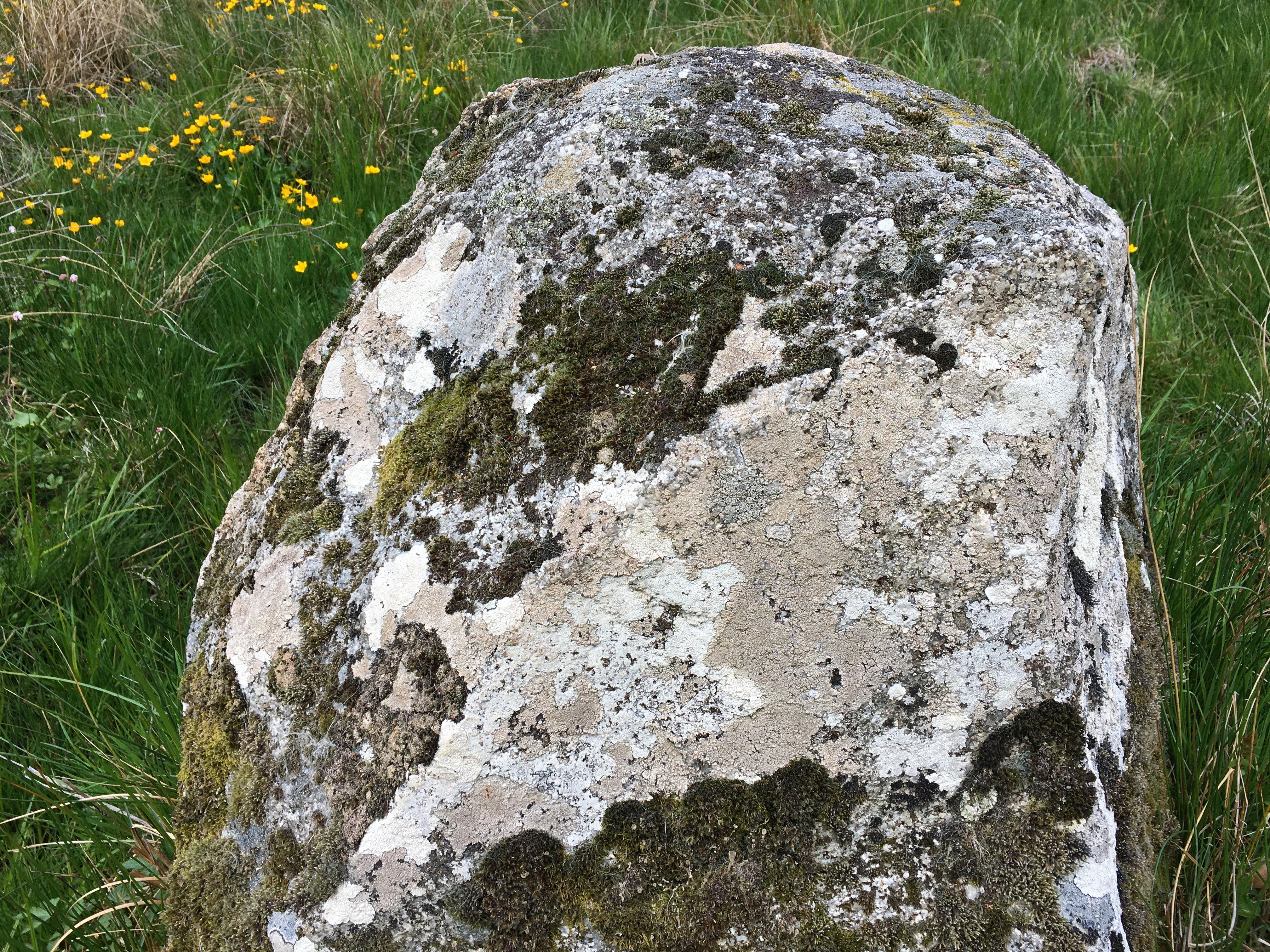
Een rotsblok begroeid met vegetatie van de klasse van bisschopsmutsen en landkaartmossen.

De gemeenschappen uit deze klasse komen voor op allerlei structuren van oligotrofe, zure, stenige substraten op droge tot matig vochtige standplaatsen. De meest karakteristieke gemeenschappen vindt men op megalieten.

## Onderliggende syntaxa in Nederland

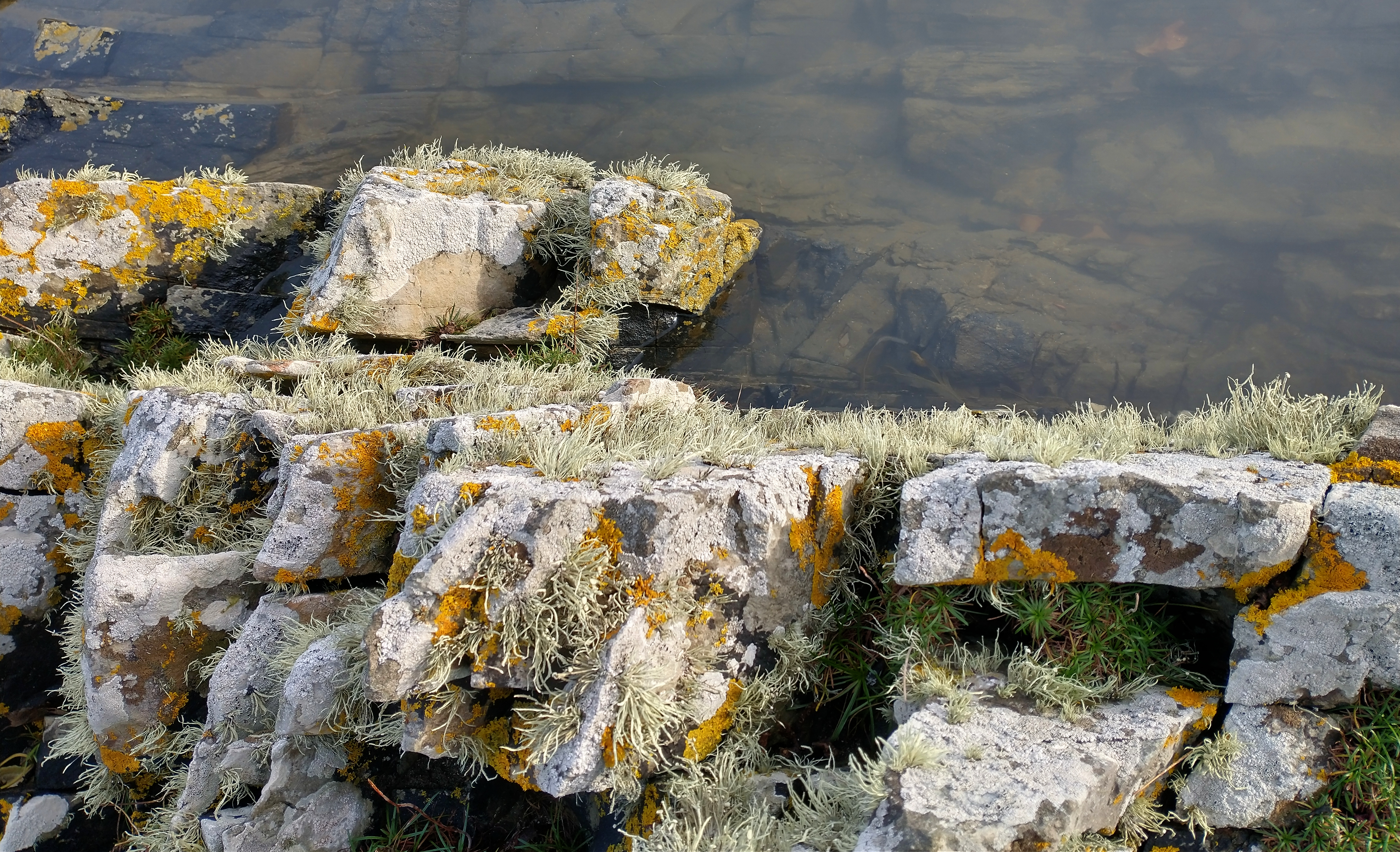
Associatie van gewoon kusttakmos

Ondanks dat de klasse van bisschopsmutsen en landkaartmossen in Nederland (ten opzichte van de omringende West-Europese landen) maar fragmentair ontwikkeld is, wordt de klasse alhier toch vertegenwoordigd door drie orden met allemaal één verbond.
- - hunebedbisschopsmuts-orde (Racomitrietalia heterostichi)
    - granietmos-verbond (Hedwigion ciliatae)
      - granietmos-associatie (Hedwigietum ciliatae)

  - orde van gewoon landkaartmos (Rhizocarpetalia geographici)
    - granietschildmos-verbond (Xanthoparmelion conspersae)
      - granietschildmos-associatie (Xanthoparmelietum conspersae)
      - associatie van gewoon kusttakmos (Ramalinetum siliquosae)

  - orde van donker landkaartmos (Rhizocarpetalia reducti)
    - blauwkorst-verbond (Porpidion tuberculosae)
      - associatie van kleine blauwkorst (Porpidietum crustulatae)
      - associatie van dunne blauwkorst (Porpidietum soredizodis)

- rompgemeenschap met kopermos (RG Psilolechia leprosa-[Chrysotrichetea chlorinae/Racomitrio-Rhizocarpetea/Verrucario-Schistidietea])

## Fotogalerij

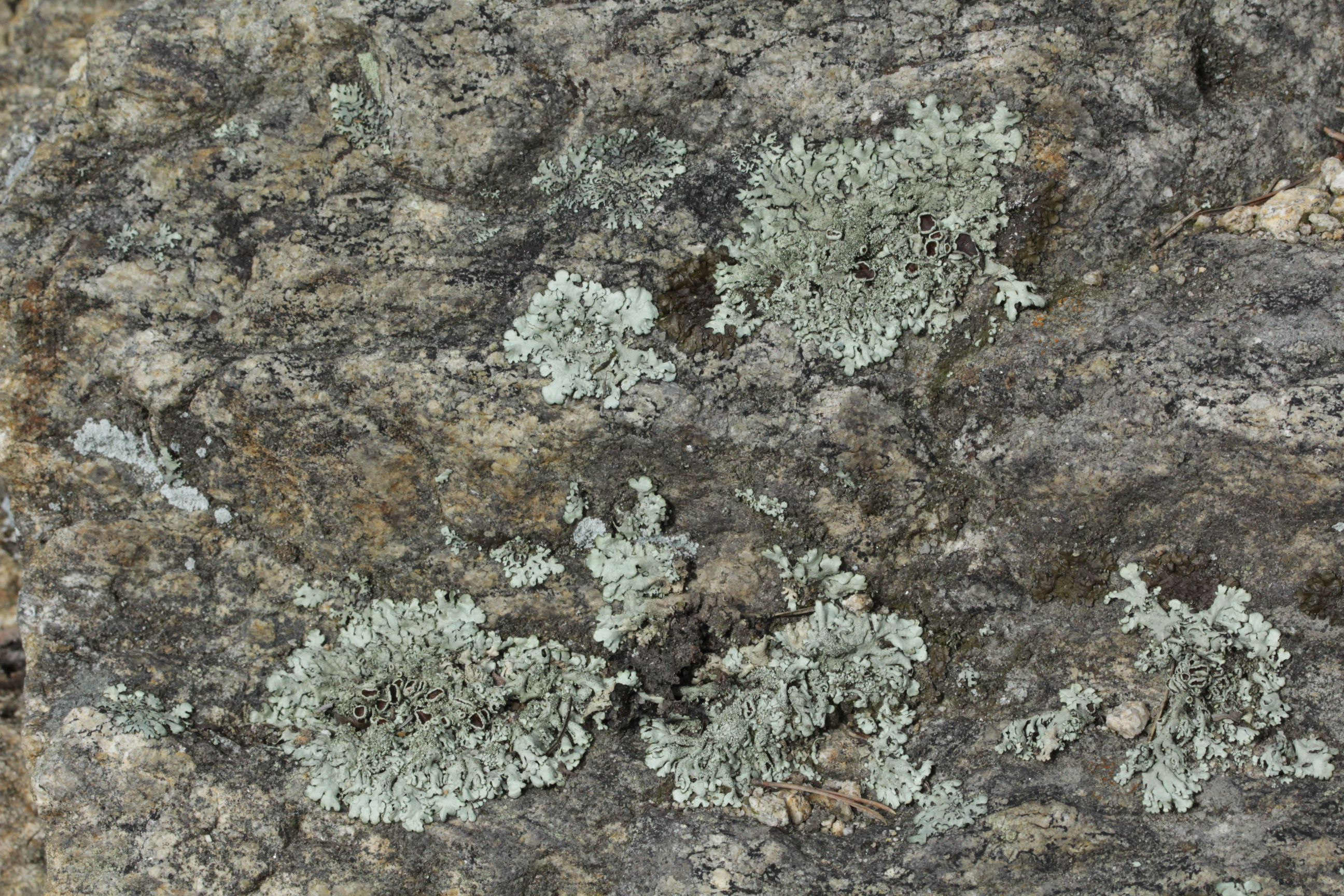
Een close-up van de granietschildmos-associatie
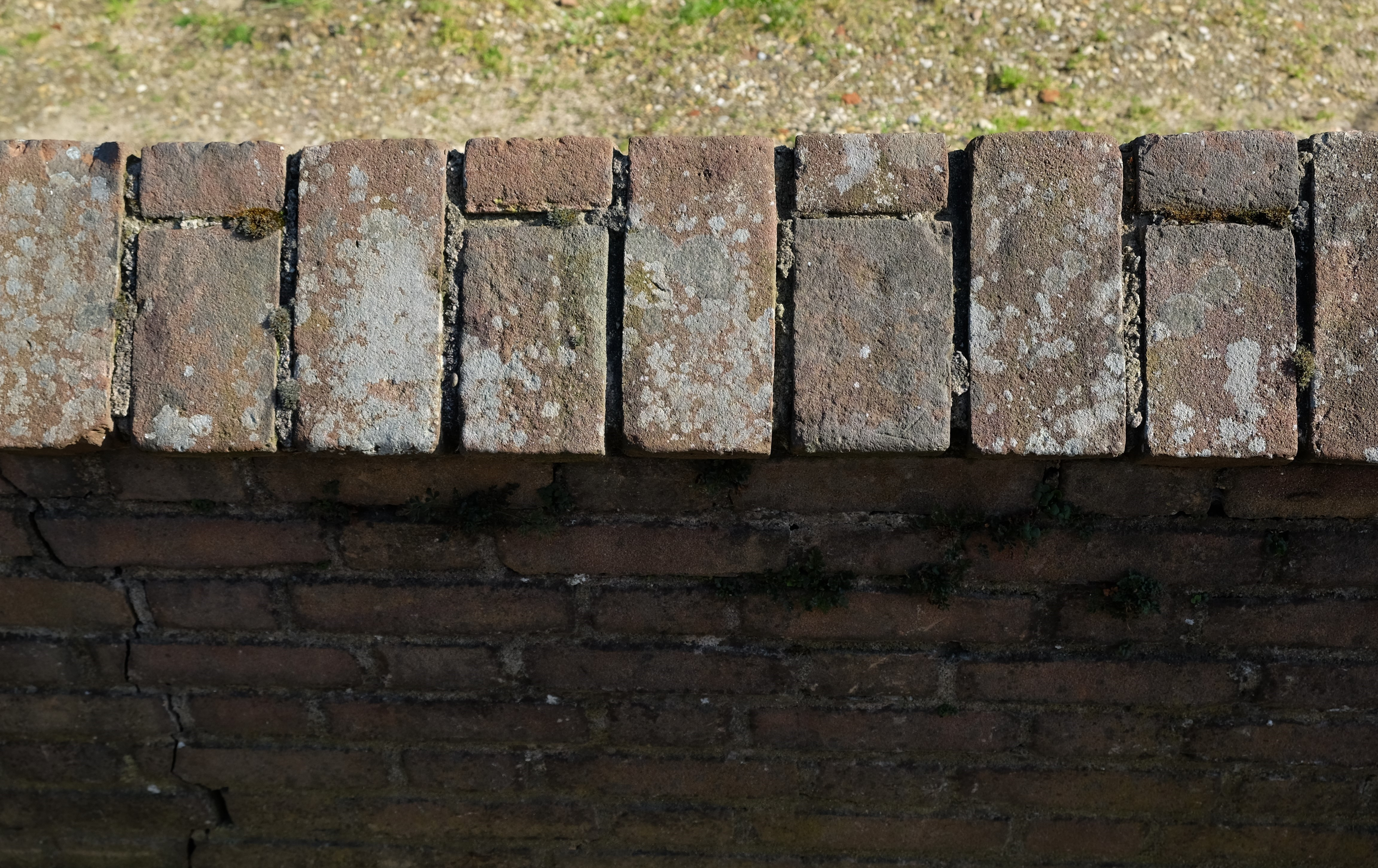
De associatie van dunne blauwkorst
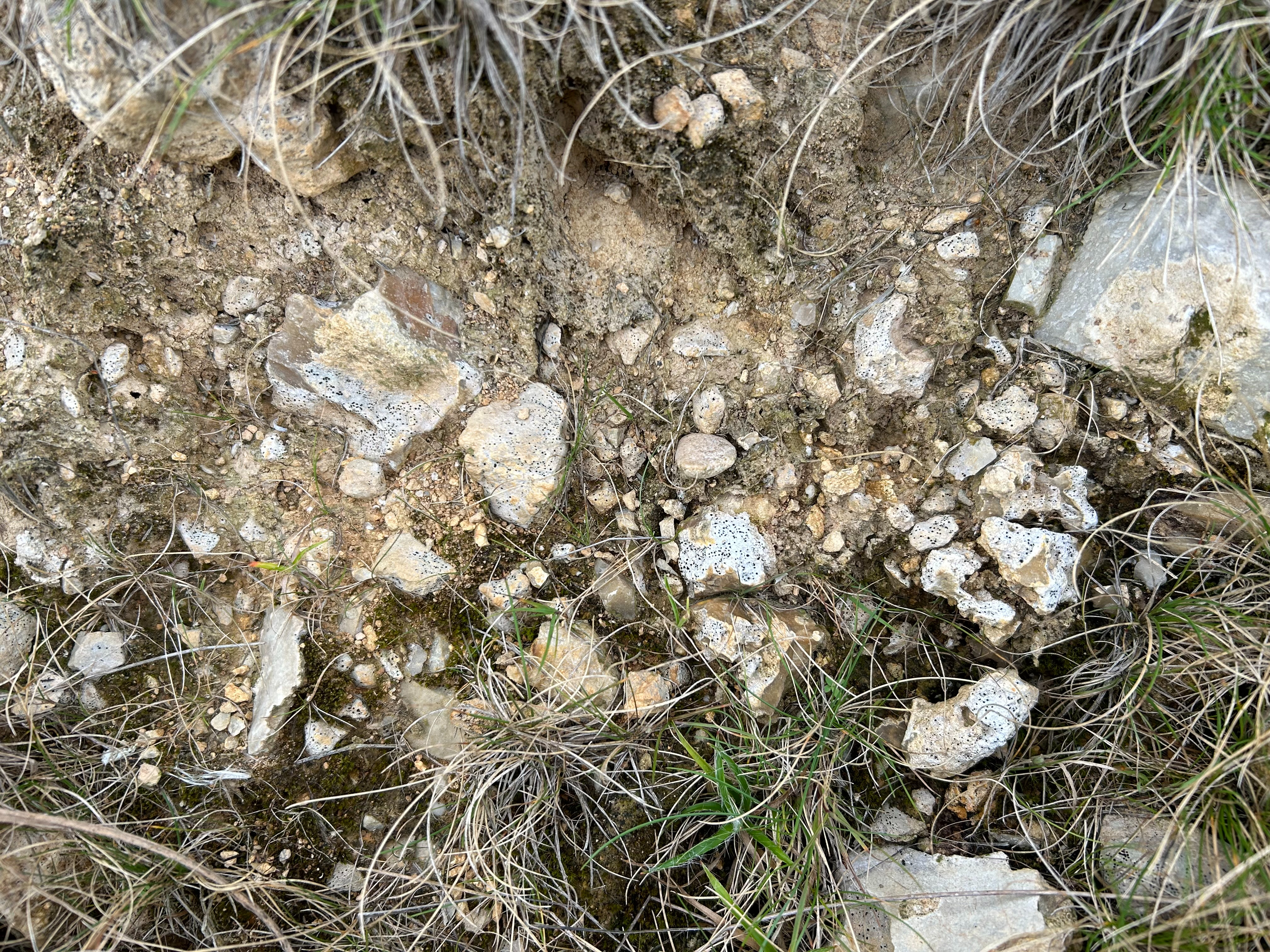
De associatie van kleine blauwkorst